# 木瓜坪乡
木瓜坪乡，是中华人民共和国山西省吕梁市临县下辖的一个乡镇级行政单位。

## 行政区划
木瓜坪乡下辖以下地区：
榆林村、马家庄村、王家坪村、张家沟村、庞庞塔村、庄则上村、大和村、康家湾村、吉家庄村、杨家岩村、木瓜坪村、苗家庄村、显岩上村、角爬山村、木坎塔村、前长乐村、后长乐村和下郭家岭村。